# 大分県道32号別府停車場線
大分県道32号別府停車場線（おおいたけんどう32ごう べっぷていしゃじょうせん）は、大分県別府市を通る県道（主要地方道）である。

## 概要
別府市駅前本町から別府市北浜2丁目に至る。JR九州日豊本線 別府駅と国道10号間を結び、一般的には別府駅前通りと呼ばれ、1929年（昭和4年）から1956年（昭和31年）までは別大電車が走っていた。

### 路線データ
- 起点：大分県別府市駅前本町（JR九州日豊本線 別府駅前）
- 終点：大分県別府市北浜2丁目（北浜交差点、国道10号交点）
- 距離：0.5 km

## 歴史
- 1993年（平成5年）5月11日 - 建設省から、県道別府停車場線が別府停車場線として主要地方道に指定される[1]。

## 路線状況

### 別名
- 駅前通り（別府市）

## 地理

### 通過する自治体
- 別府市

### 交差する道路
| 交差する道路 | 交差する場所 | 交差する場所      |
| ------------ | ------------ | ----------------- |
| 国道10号     | 北浜2丁目    | 北浜交差点 / 終点 |

### 沿線
別府市の繁華街が広がる。駅前通り商店街もあり街路は整備されている。
- JR九州日豊本線 別府駅
- マルミヤストア別府駅店・ヤマダ電機テックランド別府駅前店・えきマチ一丁目別府
- トキハ別府店
- ゆめタウン別府
- 伊予銀行
- 大分みらい信用金庫